# Coleen Gray
Coleen Gray, właśc. Doris Bernice Jensen (ur. 23 października 1922 w Staplehurst w stanie Nebraska, zm. 3 sierpnia 2015 w Los Angeles) – amerykańska aktorka filmowa i telewizyjna.
Była absolwentką wydziału aktorstwa Uniwersytetu Hamline'a. W 1944 podpisała kontrakt z wytwórnią 20th Century Fox. Swoje najważniejsze aktorskie kreacje stworzyła na przełomie lat 40. i 50. W 1947 wystąpiła w dwóch klasycznych filmach noir: Nightmare Alley w reżyserii Edmunda Gouldinga oraz Pocałunek śmierci Henry’ego Hathawaya. Rok później zagrała u boku Johna Wayne’a i Montgomery’ego Clifta w westernie Howarda Hawksa Rzeka Czerwona. Innym głośnym filmem, w którym wystąpiła, był obraz noir Zabójstwo (1956; reż. Stanley Kubrick). Często pojawiała się gościnnie w serialach telewizyjnych; były to m.in.: Alfred Hitchcock przedstawia, Bonanza, Koń, który mówi, Doktor Kildare, Dni naszego życia, Adam-12, Opowieści z ciemnej strony.
3 sierpnia 2015 zmarła z przyczyn naturalnych w swoim domu w dzielnicy Bel Air w Los Angeles, w wieku 92 lat.